# Unterwössen
Unterwössen település Németországban, azon belül Bajorországban. Lakosainak száma 3716 fő (2023. december 31.). Unterwössen Kössen községgel határos.

## Népesség
A település népessége az elmúlt években az alábbi módon változott:
| Lakosok száma | 774  | 1890 | 2659 | 2752 | 3479 | 3471 | 3520 | 3542 | 3680 | 3716 |
|               | 1875 | 1950 | 1975 | 1987 | 2012 | 2014 | 2016 | 2017 | 2021 | 2023 |